# Karl Fischer (Hydrologe)
Karl Fischer (* 11. März 1868 in Berlin-Spandau; † 2. Mai 1943 ebenda) war ein deutscher Hydrologe.

## Leben
Hermann Karl Fischer war der Sohn des Webermeisters Friedrich August Fischer (* 1832) und der Caroline Ernestine Marzahn (* 1834) aus Paaren im Havelland.
Nach anfänglicher Tätigkeit als Assistent am Preußischen Meteorologischen Institut in Berlin
wurde Fischer 1896 wissenschaftlicher Mitarbeiter am Büro des „Ausschusses zur Untersuchung der Wasserverhältnisse in den der Überschwemmungsgefahr besonders ausgesetzten Flußgebieten“. Er arbeitete an den von der Strombauverwaltung herausgegebenen Monographien der norddeutschen Ströme mit.
Nach Gründung der Preußischen Landesanstalt für Gewässerkunde in Berlin wurde er deren Mitarbeiter und war gleichzeitig ständiger „wissenschaftlicher Hilfsarbeiter“ im Ministerium der öffentlichen Arbeiten.
Karl Fischer wurde 1912 zum Professor ernannt. Er war seit 1940 Mitglied der Leopoldina.

## Schriften
- Niederschlag u. Abfluß im Havel- u. Spreegebiet. In: Jahrbücher der Deutschen meteorologischen Gesellschaft. 29 (1913)
- Abfluß- und Versickerungsmengen der Oder. In: Zentralblatt der Bauverwaltung. 35 (1915) H. 77, S. 510–512.
- Niederschlag und Abfluß im Odergebiet. Berlin: Mittler 1915.
- Die preußische Landesanstalt für Gewässerkunde und ihre bisherigen Veröffentlichungen. In: Die Naturwissenschaften. 4 (1916) H. 20, 23 und 28.
- Niederschlag, Abfluss und Verdunstung des Weserquellgebiets. Berlin: Mittler 1925.
- Niederschlag, Abfluss und Verdunstung im Weser- und Allergebiet. Berlin: Mittler 1932.
- Ziele und Wege der Untersuchungen über den Wasserhaushalt der Flußgebiete. 1936.